# 郡山城 (陸奥国安積郡)
郡山城（こおりやまじょう）は、福島県郡山市西ノ内一丁目、もしくは駅前一丁目にあった日本の城。跡地は開発により破壊され、わずかに地形にその痕跡が残るのみである。

## 概説
郡山城は、戦国時代に三春城の田村氏に仕えた郡山氏（伊東氏）の居城。築城年不詳。郡山館と呼ばれることも多い。
城主、郡山朝祐の主である田村氏が伊達政宗に従ったため、政宗の勢力下に入るが、天正15年（1587年）、政宗と対立する蘆名義広・相馬義胤連合軍に包囲され、政宗が救援のために兵を出したことで郡山合戦が起こる。
城跡については、市内西ノ内一丁目付近を通るうねめ通りの若葉町せせらぎこみち入口付近の丘とする説と、駅前一丁目の寿泉堂綜合病院が入るシティタワー郡山付近とする説がある。遺構は開発によりほぼ破壊され、地形等にわずかに名残があるのみではあるが、清水台にある善導寺には郡山氏に従って合戦で戦死した横山氏について書かれた石碑が残る。